# 陳珀 (音樂家)
陳珀，中國廣東流行歌曲作曲及編曲人，在2002年畢業於廣州星海音樂學院作曲系，主修交響樂寫作。於2006年參加香港作曲家及作詞家協會一個音樂講座時認識到香港著名音樂監製梁榮駿先生，並開始與他合作。陳珀主要為香港歌手之歌曲作編曲工作，其編曲作品大都受樂壇內外廣泛的好評，並獲得大量獎項及殊榮，例如陳奕迅的《富士山下》及《一絲不掛》、謝安琪的《鐘無艷》及《你們的幸福》、容祖兒的《搜神記》、吳雨霏的《我本人》。

## 編曲作品列表

### 2006年
|                                          |                                         |
| - 陳奕迅 - 富士山下 （國語版：愛情轉移） | - 陳奕迅 - 不如不見（國語版：好久不見） |

### 2007年
|                                     |                   |
| - 孫耀威 - 自愛 - 張敬軒 - 悲劇人物 | - 謝安琪 - 鍾無艷 |

### 2008年
|                                         |                 |
| - 張敬軒 - 不吐不快 - 張敬軒 - 他的故事 | - 劉美君 - 浮花 |

### 2009年
|                                      |                         |
| - 容祖兒 - 搜神記 (國語版：赤地之戀) | - 麥家瑜 - 不方便的真相 |

### 2010年
|                     |  |
| - 陳奕迅 - 一絲不掛 |  |

### 2011年
|                                         |                                                 |
| - 謝安琪 - 你們的幸福 - 吳雨霏 - 我本人 | - 吳雨霏 - 吳哥窟（亦為作曲人） - 呂方 - 七星岩 |

### 2012年
|                     |  |
| - 林子祥 - 陪你倒數 |  |

### 2014年
|                           |  |
| - 吳雨霏 - 沒有花收的日子 |  |

### 2015年
|                   |  |
| - 盧巧音 - 哲學家 |  |

### 2016年
|                               |  |
| - 陳慧琳 - 延期（亦為作曲人） |  |

### 2022年
|                     |  |
| - 炎明熹 - 最牽掛的 |  |